# Karol Martin
Karol Martin (ur. 8 lipca 1817 w Luxeuil, zm. 24 września 1891 w Sandomierzu) – polski architekt i budowniczy.

## Życiorys
Urodził się w Luxeuil w departamencie Górnej Saony jako najstarszy syn kapitana wojsk francuskich, kawalera Legii Honorowej Jana Szczepana i Barbe Martin de Pout. W latach 1826-1835 uczęszczał do gimnazjum w Vesoul. W 1836 rozpoczął studia architektoniczne w Państwowej Wyższej Szkole Sztuk Pięknych w Paryżu. Po ukończeniu studiów w 1839 został powołany na stanowisko budowniczego w miejscowości Dole, w departamencie Jura. 
W 1840 przybył do Królestwa Polskiego, żeby zająć się majątkiem w Krężlu, będącym własnością jego stryja Jana Martin. W latach 1843-45 pełnił funkcję osoby sprawującej nadzór nad urządzeniami mechanicznymi w warszawskich teatrach.
W 1853 został profesorem budownictwa wiejskiego w Instytucie Instytucie Gospodarstwa Wiejskiego i Leśnictwa w podwarszawskim Marymoncie. Nadzorował w tym czasie budowę laboratorium chemicznego dla Instytutu i uczestniczył w budowie Instytutu Szlacheckiego przy ulicy Wiejskiej w Warszawie.
Po przeprowadzce Instytutu Gospodarstwa Wiejskiego i Leśnictwa do Puław (ówczesnej Nowej Aleksandrii) przeniósł się tam z rodziną i podjął pracę w nowoutworzonym Instytucie Politechnicznym i Rolniczo-Leśnym, gdzie wykładał „Materiałoznawstwo budowlane i maszynowe” oraz „Budownictwo wiejskie i melioracje”. W tym czasie powstał pomysł tzw. dwojaków puławskich, czyli domów przeznaczonych dla włościan, a także projekt Instytutu Politechnicznego w Łodzi. Ten ostatni był projektem przygotowanym na konkurs ogłoszony w 1865 r. przez Radę Miejską Łódzką. Konkurs został ostatecznie rozstrzygnięty przez ostatniego namiestnika Królestwa Polskiego, Fiodora Berga, który przyznał I nagrodę właśnie Karolowi Martin.
Po przejściu na emeryturę w 1880 r. zamieszkał u córki w Sandomierzu, gdzie zmarł 25 września 1891 r.
Wykonał szereg budowli gospodarczych w Warszawie i Rudzie. Był również autorem wielu publikacji branżowych.

## Życie prywatne
4 maja 1844 r. w Warszawie poślubił Florentynę Antoninę Curé, córkę kostiumera Teatru Narodowego Karola Curé i Elżbiety Solbrych. Małżeństwo miało czworo dzieci: Henryka (1845-1910), Anielę (1851-1924), Zofię (1855-1915) i Teodorę (1856-1917).

## Publikacje
• S. I. N. D. budownik rolniczy czyli Zbiór treściwy wiadomości potrzebnych do projektowania, anszlagowania i budowania na wsi. https://polona.pl/item-view/07f3427b-b1fe-49ef-972d-299fab3456c2?page=4